# To Hell and Back (Sinergy)
To Hell and Back è il secondo album in studio del gruppo musicale power metal finlandese Sinergy, pubblicato nel 2000.

## Tracce
1. The Bitch Is Back (Kimberly Goss, Alexi Laiho) – 4:05
2. Midnight Madness (Goss, Laiho, Marco Hietala) – 4:14
3. Lead Us to War (Goss, Laiho, Roope Latvala) – 4:13
4. Laid to Rest (Goss) – 5:40
5. Gallowmere (Goss, Laiho) – 5:44
6. Return to the Fourth World (Goss, Laiho, Hietala) – 4:09
7. Last Escape (Goss, Latvala) – 4:32
8. Wake Up in Hell (Goss, Laiho, Tonmi Lillman) – 6:55
9. Hanging on the Telephone (Jack Lee; Blondie cover) – 2:03

## Formazione
- Kimberly Goss - voce
- Alexi Laiho - chitarre
- Roope Latvala - chitarre
- Marco Hietala - basso, voce (3, 7)
- Tonmi Lillman - batteria